# Compagnie des ciments belges
La Compagnie des Ciments Belges (CCB) est une entreprise belge spécialisée dans la production de matériaux de construction, notamment le ciment, le béton prêt à l'emploi et les granulats. Fondée en 1906 et basée à Gaurain-Ramecroix (Tournai), elle est aujourd’hui une filiale de Cementir Holding, un groupe multinational italien.

## Histoire
La Compagnie des Ciments Belges est créée en 1906, devenant rapidement un acteur clé de l'industrie cimentière en Belgique. En 2016, elle est acquise par Cementir Holding via sa filiale Aalborg Portland Holding pour un montant de 312 millions d'euros, après avoir été cédée par HeidelbergCement dans le cadre d'une restructuration imposée par la Commission européenne pour des raisons de concurrence,.

## Activités et innovations
La CCB produit chaque année plusieurs millions de tonnes de ciment, avec des capacités importantes en granulats et béton prêt à l'emploi. Son usine de Gaurain-Ramecroix est l'une des plus grandes cimenteries d'Europe.
Dans une optique de durabilité, la CCB s’est engagée dans plusieurs projets de décarbonation, tels que l’utilisation de combustibles alternatifs (comme le biogaz) et l’installation d’éoliennes. Ces initiatives visent à réduire à zéro l’utilisation de combustibles fossiles dans le processus de production d'ici 2050, en ligne avec les objectifs climatiques européens.

## Environnement et durabilité
Depuis son acquisition par Cementir Holding, la CCB a diversifié son portefeuille avec des solutions bas carbone, comme le ciment ECOPlanet, qui réduit de 30 % les émissions de CO₂ lors de sa production. La société intègre également des initiatives de recyclage dans la chaîne de production grâce à sa plateforme technologique EcoCycle.

## Affiliations
Bien qu'historiquement indépendante, la CCB a fait partie de plusieurs grands groupes internationaux au fil du temps, notamment Italcementi et HeidelbergCement, avant d'être intégrée à Cementir Holding en 2016.